# Thomas Abbt
Thomas Abbt (25. listopadu 1738, Ulm – 3. listopadu 1766, Bückeburg) byl německý filosof osvícenství, matematik, spisovatel a profesor.

## Životopis
Narodil se jako syn parukáře. Po dokončení gymnázia v Ulmu studoval od roku 1756 na univerzitě v Hallu filozofii a matematiku. V roce 1760 se stal profesorem filozofie na Alma Mater Viadrina; na podzim 1761 přijal místo profesora matematiky v Rintelnu. V období 1761 až 1762 vyučoval v Berlíně.
V Berlíně se seznámil s Friedrichem Nicolaiem a Mosesem Mendelssohnem. Pod pseudonymem *B* spolupracoval na Briefe, die neueste Litteratur betreffend, které vycházely ve 24 dílech v období 1733 až 1765. Asi rok pobýval ve Francii a při zpáteční cestě navštívil ve Ferney Voltaira.
Koncem roku 1765 ho hrabě Wilhelm Schaumburg-Lippe jmenoval dvorním radou.
Thomas Abbt zemřel na komplikace způsobené hemeroidy. Jeho písemná pozůstalost je uložena ve státním archivu Bückeburg.

## Dílo
- Correspondenzen mit Mendelssohn und Nicolai
- Gedanken von der Einrichtung der ersten Studien eines jungen Herrn vom Stande, Lipsko a Berlín 1767. (Digitalizace ULB Halle)
- Fragment der portugiesischen Geschichte, Berlín a Štětín 1770. (Digitalizace SUB Göttingen)
- Über die Freundschaften der Frauenzimmer
- Untersuchung, ob Gott selbst Moses begraben habe (EA 1757)
- Vom Einflusse des Schönen auf die strengeren Wissenschaften
- Vom Tode für das Vaterland (EA 1761)
- Vom Verdienste (EA 1765)
- Von der Gewißheit in sinnlichen, theoretischen und moralischen Wahrheiten